# Fyodor Ivanovich Shalyapin
Fyodor Ivanovich Shalyapin, còn mang tên Feodor Ivanovich Chaliapin (tiếng Nga: Фёдор Ива́нович Шаля́пин, chuyển tự: Fyodor Ivanovich Shalyapin, IPA: [ˈfʲɵdər ɪˈvanəvʲɪtɕ ʂɐˈlʲapʲɪn]; 13 tháng 2 [lịch cũ 1 tháng 2] năm 1873 – 12 tháng 4 năm 1938) là ca sĩ opera nổi tiếng thế kỉ 19 của Nga. Ông nổi danh với bản Hò kéo thuyền trên sông Volga.